# Tirant lo Blanc

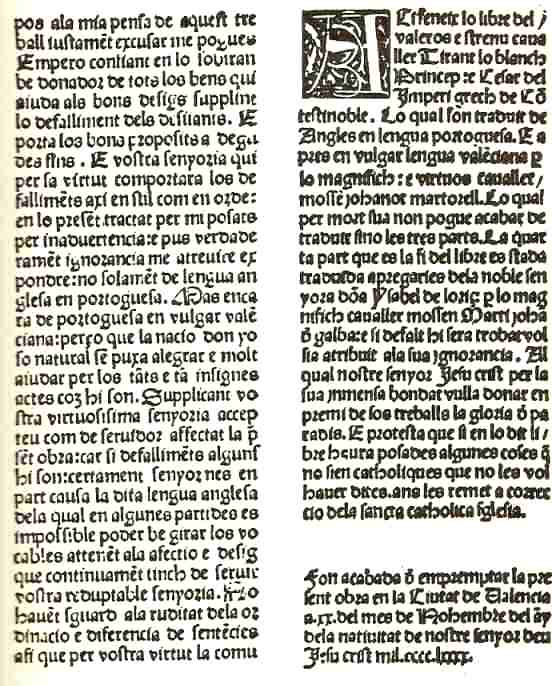
Một phần của tác phẩm, và một phần của trang cuối cùng trong ấn phẩm năm 1490.

Tirant lo Blanch (phát âm tiếng Catalunya: [tiˈɾand lo ˈβlaŋk], chính tả theo chuẩn hiện đại: Tirant lo Blanc) là mộ tác phẩm văn học theo trường phái lãng mạn do hiệp sĩ người Valencia Joanot Martorell viết và được xuất bản năm 1490 ở thành phố Valencia. Tựa đề của tác phẩm có nghĩa là "Tirant the White" và là tên của nhân vật chính trong câu chuyện. Nó là một trong những tác phẩm văn học nối tiếng nhất thời Trung cổ bằng tiếng Valencia, và đóng vai trò quan trọng trong sự phát triển của tiểu thuyết phương Tây thông qua sự ảnh hưởng của nó đến tác giả Miguel de Cervantes.